# Crassula barklyi
Crassula barklyi (N.E.Br., 1906) è una pianta succulenta appartenente alla famiglia delle Crassulaceae, endemica delle Province del Capo, in Sudafrica.
L'epiteto specifico barklyi è stato scelto in onore di Sir Henry Barklyi, governatore della Colonia del Capo dal 1870 al 1877 e appassionato naturalista.

## Descrizione

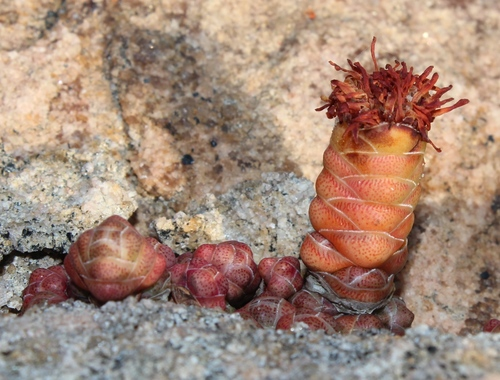
Esemplari di C. barklyi nel Parco Nazionale Namaqua.

C. barklyi è una pianta perenne nana a crescita lenta, con gli steli eretti, ramificati dalla base, in grado di raggiungere i 5-9 centimetri d'altezza e raccolti in piccoli gruppi. Questi steli sono interamente ricoperti da fitte foglie succulente, aderenti tra loro e impilate le une sulle altre, a formare un corpo quadrangolare, di circa 6-12 millimetri di diametro, più sottile all'apice. I rami più giovani, appena compaiono, hanno invece forma sferica. La pianta è ancorata al terreno attraverso fini radici fascicolate.
Le foglie, dall'ampia forma ovata, concave e con le estremità ottuse, misurano circa 3–5 mm in lunghezza per 5–10 mm in larghezza e sono di colore da verde a verde-bluastro, con alcune macchie di colore bronzo o verde scuro sulla pagina inferiore. Hanno un margine traslucido, largo circa 1 mm, che presenta delle minuscole ciglia con lo scopo di raccogliere l'acqua piovana e di rugiada che si deposita sulle foglie.
L'infiorescenza a capolino è cimosa, ovvero i fiori si sviluppano in posizione terminale rispetto al peduncolo, lungo circa 5 mm e parzialmente nascosto da foglie. Si sviluppa tra i mesi di giugno e di agosto e raggiunge i 7 mm di diametro.
I fiori sono privi di pedicello e generalmente di colore bianco o crema. Il calice è formato da sepali oblungo-lanceolati, lunghi 4–5 mm con estremità arrotondate e margine cigliato, di colore verde, tendente al giallo. La corolla di forma tubolare è invece composta da petali oblungo-elilttici, lunghi 9–11 mm e fusi tra loro alla base, dalle estremità ottuse e colore crema. Gli stami portano della antere di colore generalmente giallo.

## Distribuzione e habitat
C. barklyi è endemica della Provincia del Capo Settentrionale e la si può trovare nell'area compresa tra le località Port Nolloth, sulla costa dell'Atlantico, e Vanrhynsdorp. Benché la specie sia ripartita tra sole 5 popolazioni, occupa una vasto areale con una EOO (Extent Of Occurance) di 4385 km2 e perciò, pur mancando studi completi, viene considerata una specie a rischio minimo.
È una specie autoctona del cosiddetto Karoo Succulento, anche se essendo molto apprezzata come pianta ornamentale la si può trovare coltivata in tutto il globo, ed è particolarmente diffusa su i dolci pendii delle colline che qui si trovano, ad altitudini comprese tra 50 e 500 metri. Cresce su suoli ghiaiosi, composti principalmente da quarzite, anche se la si può trovare fra più brulli affioramenti rocciosi.

## Coltivazione
In genere le Crassula richiedono un terreno povero di componente organica e ricco di minerali, ben drenante in modo da evitare i ristagni idrici che potrebbero uccidere la pianta. Annaffiare solo a terreno ben secco e in misura maggiore durante il periodo di crescita della pianta in primavera ed autunno.
È una pianta originaria di aree incluse nelle USDA Hardiness Zones da 9a a 12, pertanto non dovrebbe essere esposta a temperature inferiori a 12,8 °C e comunque mai al di sotto dei -6,7 °C. Preferisce difatti una posizione soleggiata, ed essendo una specie di ridotte dimensioni è consigliata la coltivazione in vaso.

## Galleria d'immagini

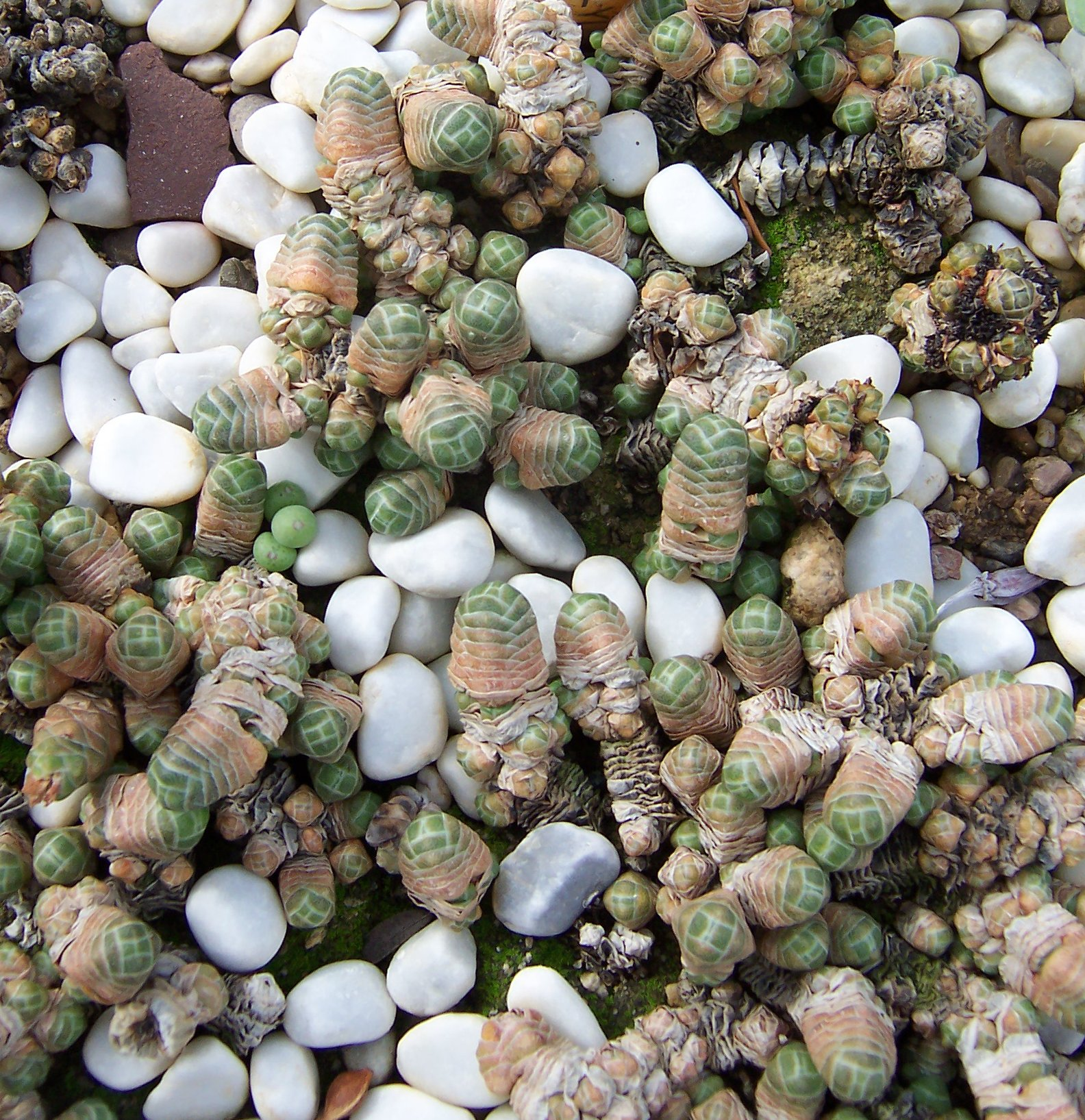
Colonia formata da giovani esemplari di C. barklyi.
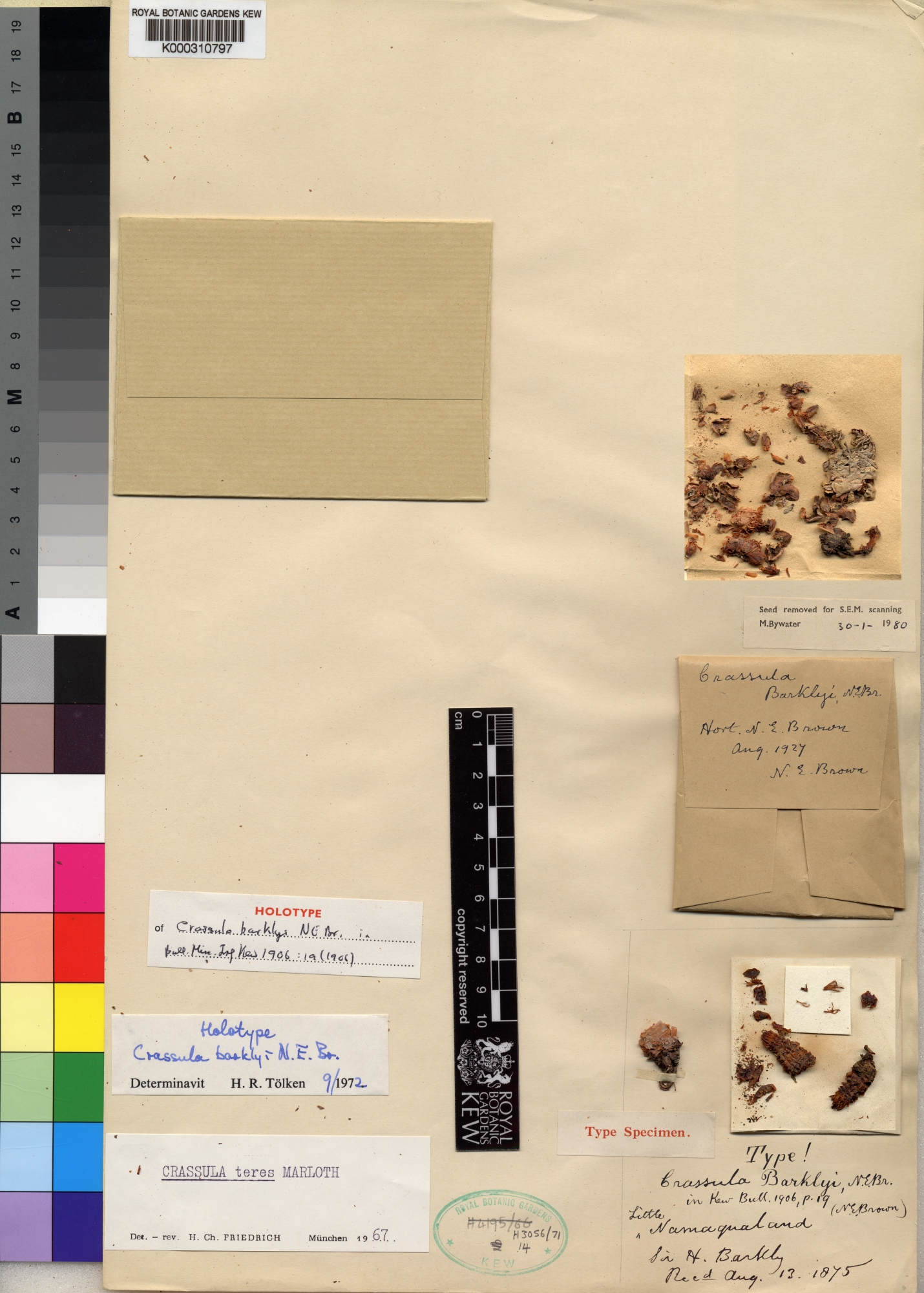
Olotipo di C. barklyi di proprietà dei Kew Gardens, grazie al quale nel 1906 è stata classificata la specie.
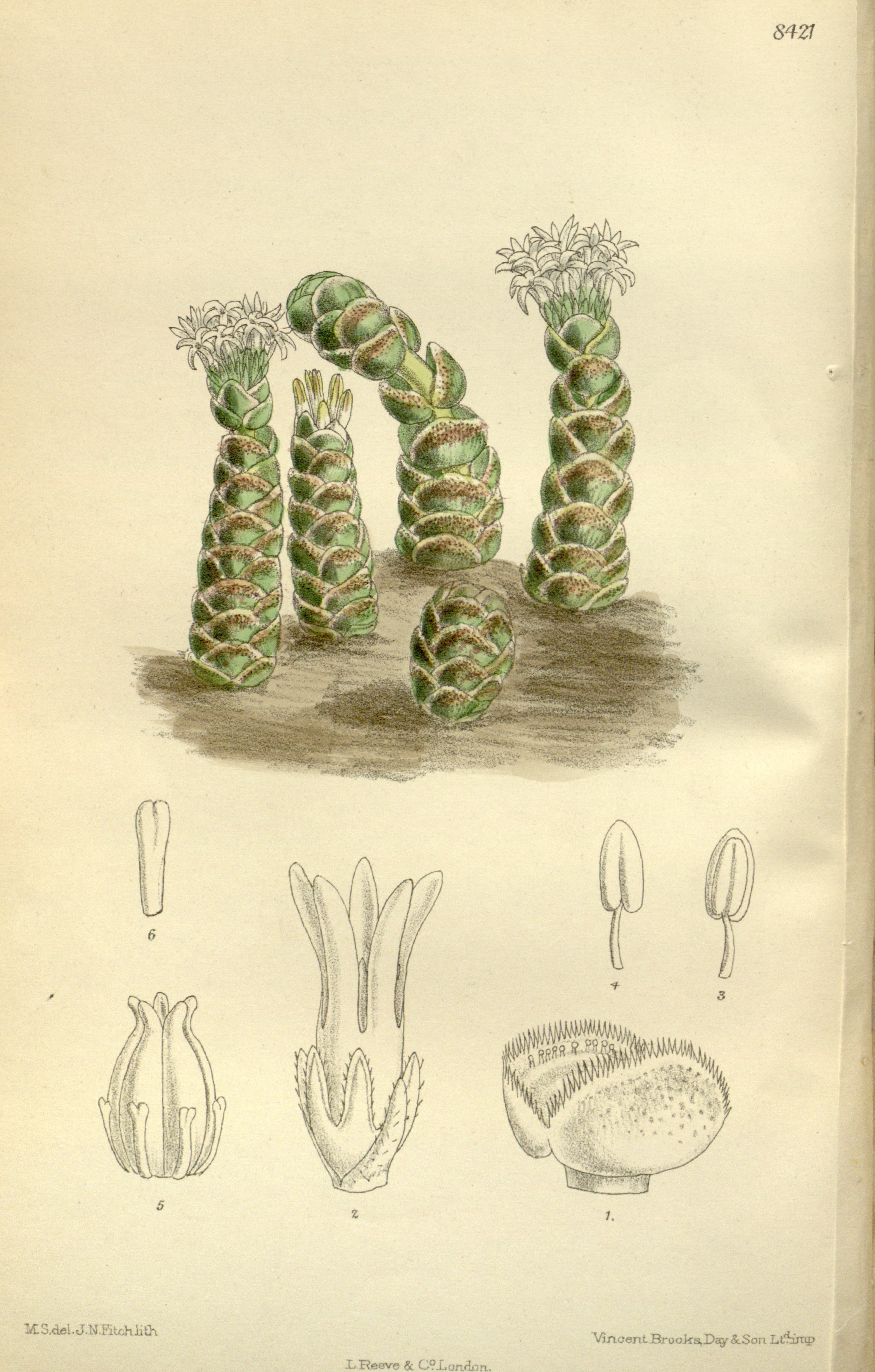
Tavola botanica per C. barklyi.